# Соглашение о признании вины
Соглашение о признании вины — разрешённая законом письменная сделка обвиняемого и защитника с обвинителем, в которой зачастую в обмен на признание обвиняемым (подсудимым) своей вины в менее тяжком преступлении обвинитель отказывается от всестороннего исследования обстоятельств дела, которое прояснило бы истину, а также от поддержания обвинения в более тяжком преступлении.
Соглашение о признании вины существует в следующих государствах: США, Великобритания (Англия и Уэльс), Индия, Италия, Франция, Эстония, Израиль, Грузия, Украина, Казахстан, Республика Молдова.

## Право США
Сделки о признании вины (англ. Plea bargain/agreement/deal) впервые появились в США. В настоящее время там в таком порядке рассматривается до 90 % уголовных дел. На сегодняшний день сделки о признании вины предусмотрены федеральным уголовно-процессуальным законодательством США, а также законодательством почти всех штатов (кроме Аляски, Нового Орлеана, а также округа Вентруа в Калифорнии и округа Окленд в Мичигане, где они запрещены).
Существует несколько типов сделок о признании:
- сделки о признании собственной вины; при этом различаются regularly guilty plea («обыкновенное» признание вины), которое лишает обвиняемого права обжаловать приговор, а также оспаривать установленные судом обстоятельства при рассмотрении к нему вытекающих из приговора гражданских исков по любым основаниям, кроме процессуальных нарушений, nolo contendere plea/nocontest plea («не признаю, но не оспариваю»), которое не лишает обвиняемого права на обжалование приговора и права оспаривать установленные судом обстоятельства при рассмотрении вытекающих из приговора гражданских исков, а также Alford plea («признаю, но оспариваю») — признание вины с одновременным сохранением права оспаривать обвинение по существу как в суде первой инстанции, так и в порядке апелляции;
- сделки о способствовании расследованию (изобличении соучастников, выдаче доказательств)[2].

В большинстве штатов сделка о признании может быть заключена на любой стадии уголовного процесса: в период предварительного расследования, во время судебного разбирательства либо на стадии пересмотра приговора суда в порядке апелляции. Нередки случаи, когда сделка о признании заключается после отмены обвинительного приговора при повторном рассмотрении дела судом первой инстанции.
Расторжение соглашения о признании вины Федеральными правилами уголовного судопроизводства США предусматривается только в случае принуждения обвиняемого к ее заключению в случае существенного нарушения порядка ее заключения.
Отмечается, что распространение сделок о признании вины в США побуждает обвинителей к изначальному преувеличению вины обвиняемых. Также отмечается, что защищающий обвиняемого адвокат может иметь стимулы побудить подзащитного к заключению сделки о признании вины, даже если она противоречит интересам его клиента.

## Российское право
До 2009 года в российском уголовно-процессуальном праве соглашение о признании вины в явной форме отсутствовало.
В науке при этом существовали точки зрения, что аналогом или разновидностью этого института в российском праве можно считать особый порядок принятия судебного решения, предусмотренный главой 40 Уголовно-процессуального кодекса РФ.
5 июня 2009 года Государственная дума приняла согласованные с Советом Федерации поправки в Уголовный кодекс и Уголовно-процессуальный кодекс, предусматривавшие заключение правоохранительными органами соглашения с членами организованных преступных группировок о сотрудничестве. Подобные свидетели, которые давали показания по делам о заказных убийствах, преступлениях наркомафии или коррупционной цепи, не только получали возможность смягчить для себя наказание до двух третей от максимально полагающегося по той или иной статье УК, но и обеспечивали себе право на собственную безопасность, реализуемое в соответствии с программой защиты свидетелей. На «сделку с правосудием» они могли пойти на стадии предварительного следствия, но если они скрывали обстоятельства совершения преступления или лгали при даче показаний, то получали полный приговор, лишаясь права на замену тюремного заключения более мягким наказанием.
Федеральным законом от 29 июня 2009 года № 141-ФЗ в Уголовный кодекс РФ и УПК РФ были окончательно внесены изменения, предусматривающие введение нового института «досудебных соглашений о сотрудничестве». Досудебное соглашение о сотрудничестве — это соглашение между сторонами обвинения и защиты, в котором указанные стороны согласовывают условия ответственности подозреваемого или обвиняемого в зависимости от его действий после возбуждения уголовного дела или предъявления обвинения. В случае заключения досудебного соглашения о сотрудничестве при наличии явки с повинной, активного способствования раскрытию и расследованию преступлений, изобличению и уголовному преследованию других соучастников преступления, розыску имущества, добытого в результате преступления, и отсутствии отягчающих обстоятельств срок или размер назначенного наказания не могут превышать половины максимального срока или размера наиболее строгого вида наказания, предусмотренного Уголовным кодексом за данное преступление.
Также в праве России существует институт освобождения от уголовной ответственности в связи с деятельным раскаянием, предусмотренный ст. 75 УК РФ и ст. 28 УПК РФ. В периодической печати освобождение от уголовной ответственности в связи с деятельным раскаянием нередко называют «сделкой с правосудием», опираясь на то, что нередко в практике реализация деятельного раскаяния принимает следующую форму: следствие предлагает лицу, подозреваемому или обвиняемому в совершении преступления, прекратить уголовное дело и не направлять его в суд, если он напишет «чистосердечное признание», в котором признает свою вину и подробно опишет совершенное деяние.

### Особый порядок принятия судебного решения
В соответствии со статьей 314 УПК РФ обвиняемый вправе при наличии согласия государственного или частного обвинителя и потерпевшего заявить о согласии с предъявленным ему обвинением и ходатайствовать о постановлении приговора без проведения судебного разбирательства по уголовным делам о преступлениях, наказание за которые, предусмотренное Уголовным кодексом Российской Федерации, не превышает 10 лет лишения свободы.
В случае постановления приговора в особом порядке, наказание за преступление не может превышать две трети максимального срока или размера наиболее строгого вида наказания, предусмотренного за совершенное преступление.
Большинство ученых разграничивает соглашение о признании вины в системе англо-американского права и особый порядок принятия судебного решения. Основу их доводов составляет тот факт, что, в отличие от особого порядка, соглашение о признании вины является «настоящей» сделкой, когда обвинитель отказывается от части обвинения, взамен на согласие обвиняемого с менее тяжкой его частью. В отношении особого порядка в российском уголовно-процессуальном законодательстве, по мнению Т. К. Рябининой, делается акцент на упрощение процедуры судебного разбирательства при условии согласия с предъявленным обвинением в полном объёме, а традиционный англо-американский вариант сделок о признании вины делает акцент на уменьшение объёма обвинения.

### Прекращение уголовного преследования в связи с деятельным раскаянием
Норма о деятельном раскаянии в российском уголовном законодательстве имеет следующий вид:

Лицо, впервые совершившее преступление небольшой или средней тяжести, может быть освобождено от уголовной ответственности, если после совершения преступления добровольно явилось с повинной, способствовало раскрытию преступления, возместило причиненный ущерб или иным образом загладило вред, причиненный в результате преступления, и вследствие деятельного раскаяния перестало быть общественно опасным.

В науке отмечается некоторое сходство между институтами деятельного раскаяния и соглашениями о признании вины: так, говорится, что в англо-американском праве заключение таких соглашений является одной из форм учёта позитивного посткриминального поведения обвиняемого, то есть его деятельного раскаяния.
Тем не менее, говорится и о существенных различиях данных институтов. Указывается, что деятельное раскаяние не является юридическим актом, позволяющим сторонам (обвинению и защите) распорядиться предметом спора, а является обстоятельством, которое уменьшает степень общественной опасности деяния и личности обвиняемого, позволяя органам государства отказаться от его уголовного преследования. Освобождение от ответственности в данном случае является формой проявления гуманности государства.
В общем случае, по закону, обязательным условием признания деятельного раскаяния лица является явка с повинной, причём таковой не признаётся «чистосердечное признание» лица, совершённое уже после того, как его привлекли к уголовной ответственности в качестве подозреваемого или обвиняемого. Освобождение от уголовной ответственности в связи с деятельным раскаянием в случаях, когда не имела место явка с повинной признаётся судами незаконным. Наличие явки с повинной не требуется, лишь если лицо освобождается от ответственности по одному из специальных оснований, предусмотренных Особенной частью УК РФ. Сделки же о признании вины могут быть заключены в любой момент до вынесения приговора по уголовному делу, даже если первоначально обвиняемый и не признал своей вины.
Отмечается также, что сделки о признании вины фактически связаны с отказом государства от установления объективной истины в уголовном процессе: при заключении таких соглашений прокурор и обвиняемый договариваются не принимать в расчёт установленные следствием и подтверждённые доказательствами обстоятельства дела; при деятельном раскаянии имеет место обратная картина: следствие должно раскрыть и правильно квалифицировать преступление, подтвердив доказательствами все его обстоятельства, а вина может быть признана только в полном объёме, без каких-либо элементов торга в этом отношении.